# 小行星2553
小行星2553（2553 Viljev）是一颗围绕太阳公转的小行星。1979年3月29日，尼古拉·切爾尼赫在克里米亚发现了此天体。
該小行星以俄羅斯天文學家米哈伊爾·阿納托利耶維奇·維利耶夫（Mikhail Anatolyevich Vilyev）命名。
这颗小行星的绝对星等为243.8387732687519等。